# オールマン・ブラザーズ・バンド
オールマン・ブラザーズ・バンド（英語: The Allman Brothers Band）は、アメリカ合衆国のロックバンド。アメリカ合衆国南部特有の土着サウンド、サザン・ロックの代表的バンドとして知られる。1969年にデビューし、ブルースを核としながら、カントリー・ミュージックの持つ明るく大らかな感覚、即興演奏的な音楽性などを取り込み、独自のスタイルを確立した。1995年、ロックの殿堂入り。1996年度グラミー賞受賞。『ローリング・ストーン』誌選出「歴史上最も偉大な100組のアーティスト」第53位。メンバーチェンジを続けながら活動を続けていたが、2014年10月に活動を終えた。

## 歴史

### バンド結成まで

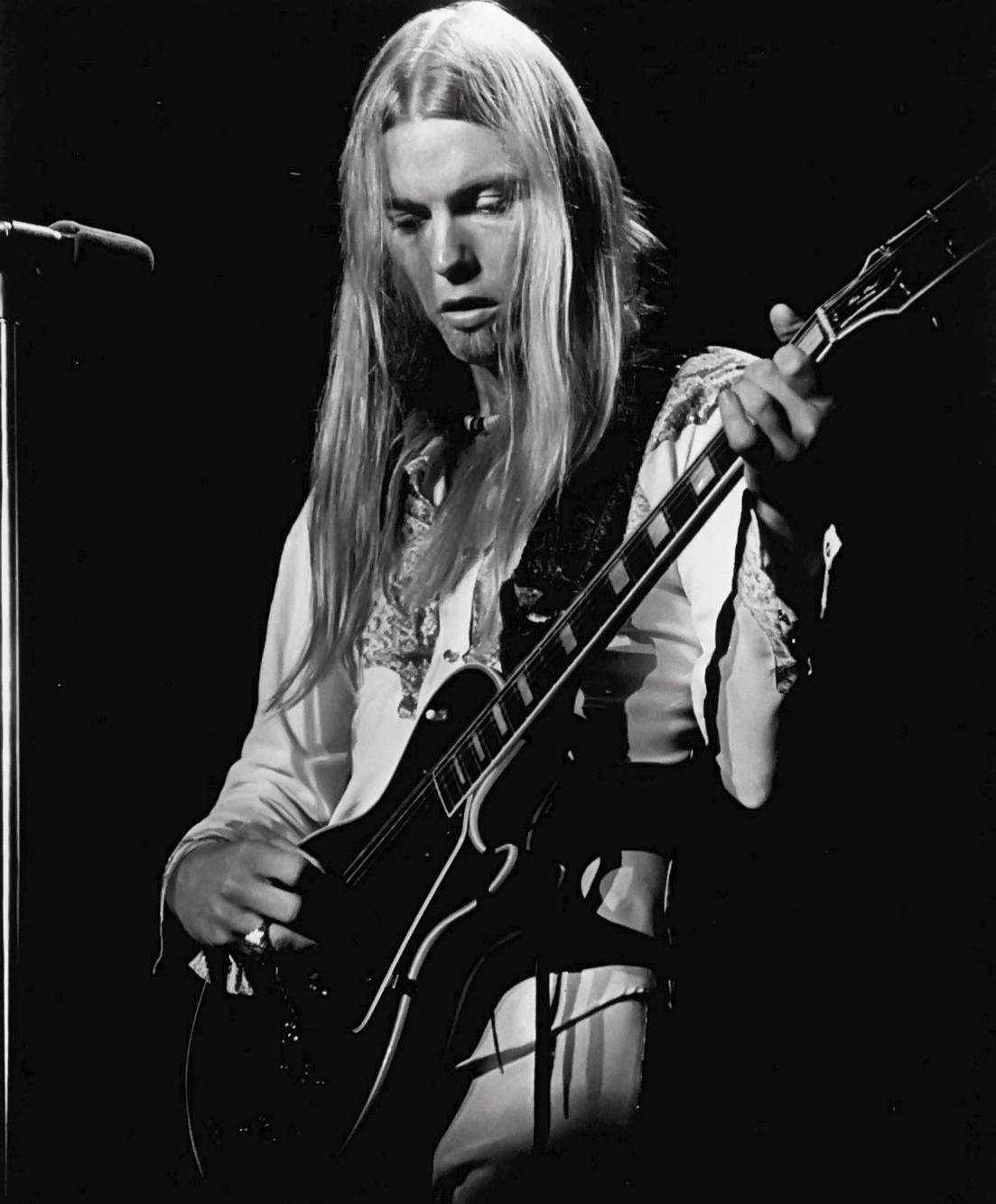
若き日のグレッグ・オールマン (1975年)

デュアン・オールマンと弟のグレッグ・オールマンは、地元フロリダ州デイトナビーチで1963年、オールマン・ジョイズを結成し米国南東部のツアーを経験、シングル・レコードもリリースする。続いて60年代後半、2人はアワーグラスに参加するために、カリフォルニア州ロサンゼルスへ移住した。このバンドはリバティ・レコードより2枚のアルバムをリリースしたものの、希望する音楽をプレイできないことに不満を感じたデュアンはバンドを脱退し、フロリダに戻ってしまった。
フロリダ州ジャクソンビルで活動をするうちに、デュアンは31stオブ・フェブラリーというバンドのブッチ・トラックス（ドラムス）、またセカンドカミングのディッキー・ベッツ（ギター）とベリー・オークリー（ベース）、R&Bのドラマーとして実績のあったジェイ・ジョハンソン（ジェイモー）といった面々と出会い、セッションを重ねる。同時に、アラバマ州マッスルショールズのフェイム・スタジオを中心にセッション・ギタリストとして名を上げ、アレサ・フランクリン、ウィルソン・ピケットなどのレコーディングに参加した。
1969年3月、まだロサンゼルスに残って活動を続けていたグレッグをデュアンが呼び寄せ、前述のセッション・メンバーに合流する。オールマン・ブラザーズ・バンドの誕生である。

### レコード・デビュー

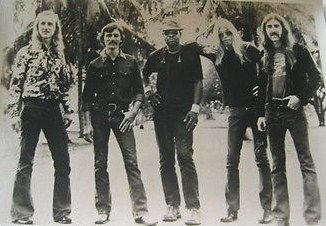
1972年のグループショット

1969年、地元のキャプリコーン・レコードと契約、同レーベルのフィル・ウォルデンの薦めによりバンドの拠点をジャクソンビルからジョージア州メイコンに移す。同年、ファースト・アルバム『The Allman Brothers Band』をリリース。プロデュースは、ハービー・マンやクリームなどの作品でエンジニアを務めたエイドリアン・バーバーが担当した。翌年にはデュアンと親交のあったトム・ダウドのプロデュースによる2作目『Idlewild South』をリリースするが、2作とも大きな成功を収めるには到らなかった。
彼らの存在を不動のものとしたのは、続いてリリースした1971年のライヴ盤『At Fillmore East』であった。デュアンの豪快なスライド・ギターをフィーチャーしたブラインド・ウィリー・マクテルのカバー"Statesboro Blues"、20分以上に渡るジャムが展開される"Whipping Post"などの演奏を収録した2枚組はビルボードのアルバム・チャートの13位を記録するヒットとなり、ライブ盤の金字塔として知られるようになった。また、インストの「In Memory of Elizabeth Reed」にはこんなエピソードも。この曲はディッキー・ベッツが、よく行っていた川沿いの墓地でデートをしているときに作ったそうだが、その女性の名前をつける訳にはいかなかったので、ある墓碑銘に刻まれたIn Memory of Elizabeth Reedをそのまま拝借した。後日、このエピソードをデュアンがローリング・ストーン誌に暴露したそうである。

### メンバーの死

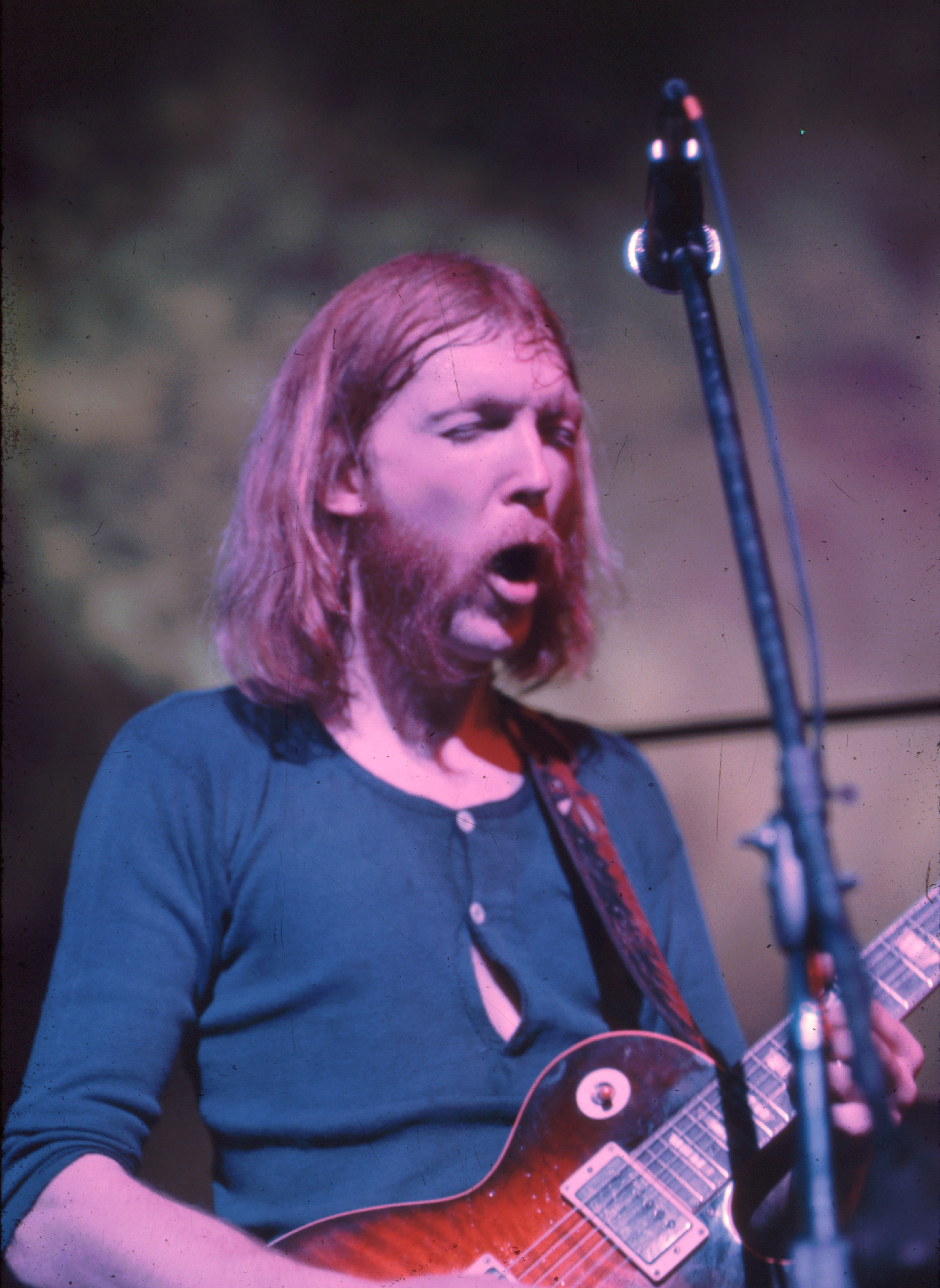
デュアン・オールマン(G)

『At Fillmore East』の成功から間もない1971年10月29日、デュアン・オールマンがメイコンにてオートバイでトラックに追突し、24歳で死去する。バンドは、後任ギタリストを補充せず、レコーディング途中だったアルバム『Eat A Peach』をベッツが中心となって完成させた。以後、ベッツがデュアンに変わってバンドのリーダーを務めるようになる。
1972年には、キーボードにチャック・リーヴェルが新たに加入する。しかし、1972年11月11日、デュアンに続きベリー・オークリーもオートバイ事故により亡くなってしまう。デュアンの事故現場から僅か3ブロックしか離れていないところでの事故であった。

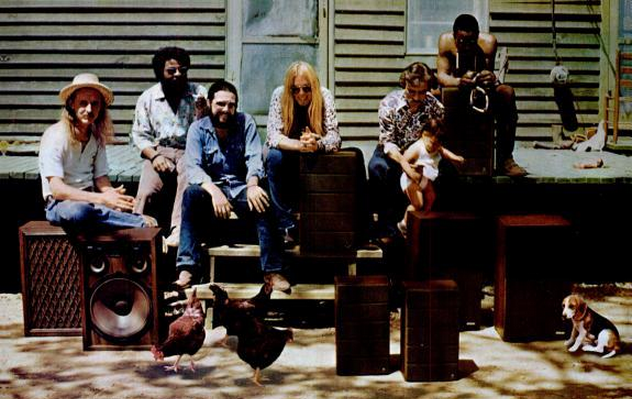
1974年のグループショット

度重なるメンバーの死にも関わらず、残ったメンバーはバンド活動を続行する。オークリーの後任にはラマー・ウィリアムズが加入し、翌1973年8月1日、『Brothers And Sisters』をリリース。ビルボード全米アルバム・チャートNo.1の大ヒットを記録し、アメリカの国民的バンドとしての地位を確立した。また9月にシングルカットされた "Ramblin' Man" もポップ・チャート2位を記録した。
これに先立つ同年7月28日、ザ・バンド、グレイトフル・デッドとともにニューヨーク州ワトキンズ・グレンのワトキンズ・グレン・レース・サーキットにおけるライブ （サマー・ジャム）に参加。このイベントは、60万人もの観客が訪れた。
1975年8月、アルバム『Win, Lose or Draw』を発表し、全米アルバム・チャートで5位を記録。同年11月25日、バンドはアメリカ民主党ジミー・カーターの大統領選挙キャンペーンを支援するコンサートに参加し、カーターの支持母体サザン・バプティスト教会の支援を受ける。カーターの当選は南部のロック・バンドが最初に政治に深く関わった歴史的な一面も持つ。

### 活動停止と再開

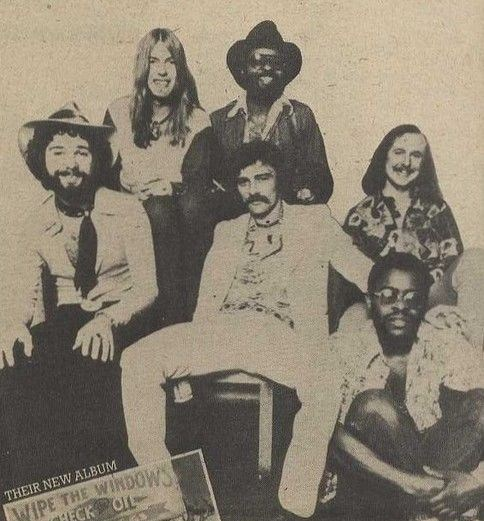
1976年のグループショット

だがメンバー間の音楽的な意見の相違と個人的対立が徐々に大きくなり、バンドの結束は徐々に崩れてしまった。そして1976年、バンドは解散する。グレッグとベッツはソロ活動に転じ、リーヴェル、ジェイモー、ウィリアムズはシー・レヴェルというバンドを結成するに到った。
2年後の1978年、グレッグがベッツに和解を呼びかける形でバンドを再結成する。リーヴェルとウィリアムズはシー・レヴェルでの活動を続けたため再結成には加わらず、新たにデヴィッド・ゴールドフライズ（ベース）、ダン・トーラー（ギター）が加入した。1979年にはアルバム『Enlightened Rouges』をリリースし存在感をアピールするものの、この後、デビュー当時から所属していたキャプリコーン・レコードが倒産してしまう。バンドはアリスタに移籍し、更に2枚のアルバムをリリース。1981年の『Brothers Of The Road』からのシングル"Straight From The Heart"はポップ・チャートの39位を記録し、まずまずの成功を収めるが、バンドは1982年に再度解散するに到った。

### 2度目の再結成

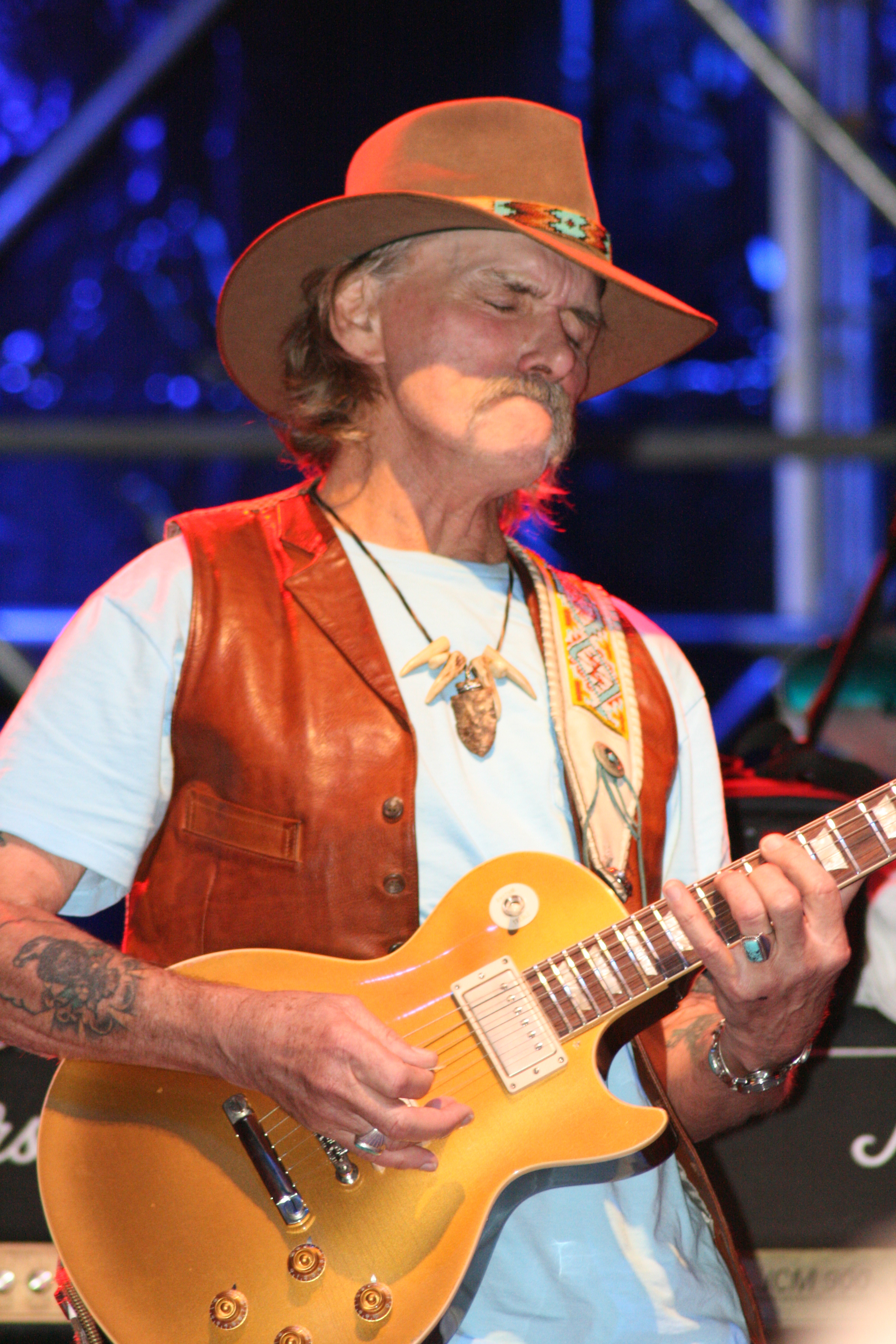
ディッキー・ベッツ(G)

1989年、ディッキー・ベッツ・バンドにいたギタリスト、ウォーレン・ヘインズとベーシストのアレン・ウッディ、それにジョニー・ニール（キーボード、ハーモニカ）を加え、バンドが再結成される。エピックと契約し、翌1990年、『Seven Turns』をリリース。1991年にはスパイロ・ジャイラなどで活動していたパーカッショニストのマーク・キニョーネスが加入。
1994年に『Where It All Begins』をリリースし、同年8月Woodstock '94に出演。1995年にはロックの殿堂入り、さらに翌年には"Jessica"で第38回グラミー賞ベスト・ロック・インスト賞を受賞するなど、注目を集めていった。
1997年、ヘインズとウッディがガヴァメント・ミュール（Gov't Mule)の活動に専念するためにバンドから脱退する。後任にジャック・ピアソン（ギター）、オテイル・バーブリッジ（ベース）が加入した。1999年には、ピアソンに替わり、ブッチ・トラックスの甥にあたるデレク・トラックスが迎え入れられる。
2000年には、デレク加入後としては初のライヴ盤『Peakin' at the Beacon』を録音するが、同年、メンバーとの対立からオリジナル・メンバーのベッツがグループから追い出される形で脱退。一時的にジミー・ヘリングが後任として加入した後、翌2001年にはウォーレン・ヘインズを再度迎え入れ、その後はニューヨークのビーコン・シアターでの恒例ライヴ、9年ぶりのスタジオ録音アルバム発表（2003年『ヒッティン・ザ・ノート』）、またジャムバンド・ミュージックの祭典ボナルー・フェスティバル（2003年、2005年）への出演など精力的に活動した。

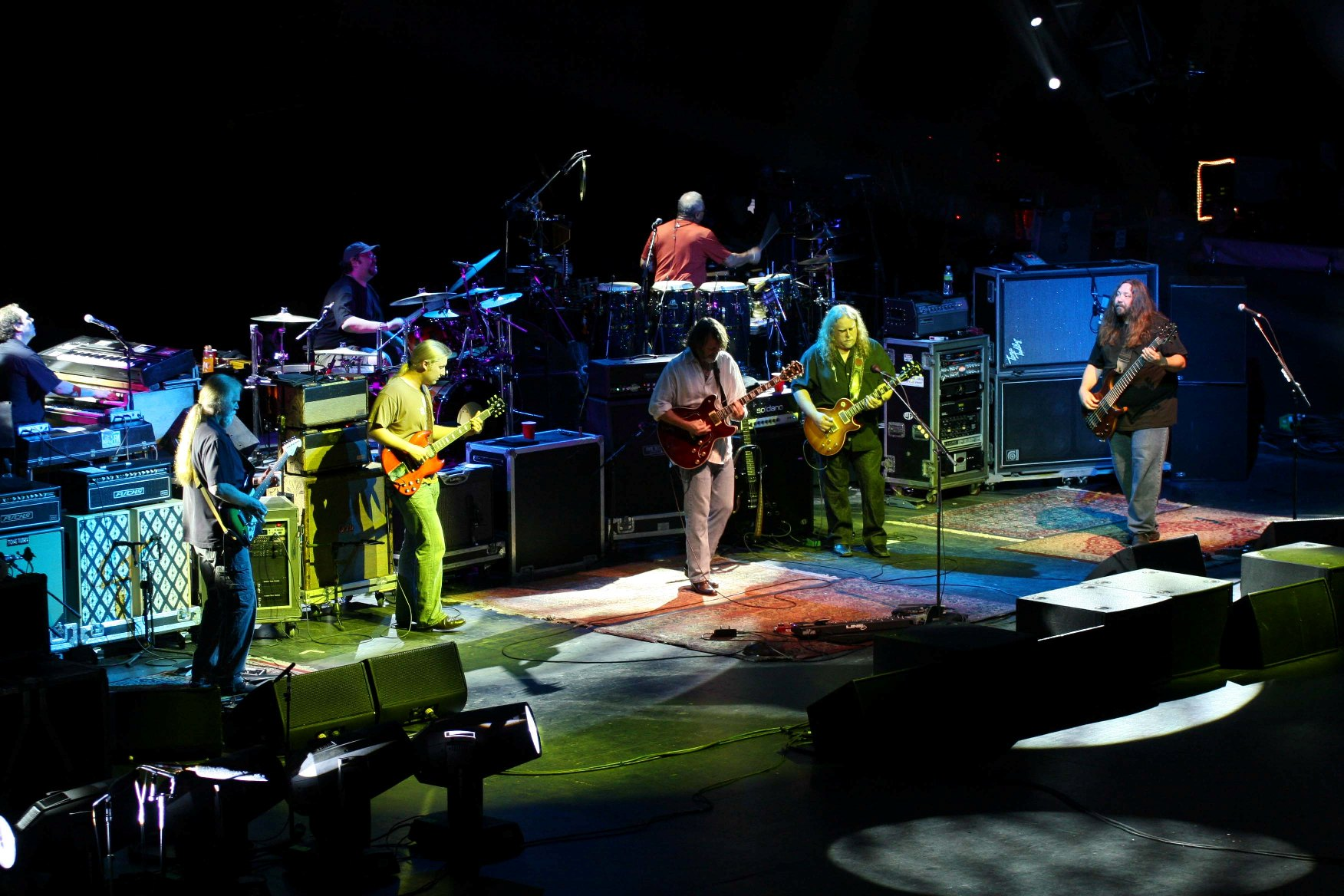
USA.カナンデイグア公演 (2009年8月)

2014年1月、ウォーレン・ヘインズとデレク・トラックスが同年中の公演を最後に、それぞれの音楽活動に専念するためバンドからの脱退を表明した。グレッグ・オールマンも同年6月の取材に「もう終わり。４５年続ければ十分だし、他のことをしたい」と応じ、活動終了を認めた。　
2014年10月27、28日、ビーコン・シアターでコンサートを行い、バンドとしての活動を終えた。28日は1989年から同劇場で行った２３９回目の公演で、デュアン・オールマンが生前使用していたギブソン・レスポールが持ち込まれ、コンサートは彼の命日である29日未明まで続いた。
2017年1月24日、オリジナルメンバーの1人、ブッチ・トラックスが死去。69歳没。マイアミ・ヘラルド紙によると、ブッチはフロリダ州ウェストパームビーチにある自宅のマンションで拳銃で頭を撃ち自殺したという。
2017年5月27日、グレッグ・オールマンがジョージア州サバンナの自宅で肝臓ガンの合併症で死去。69歳だった。

## メンバー

### 最終ラインナップ
- グレッグ・オールマン (Gregg Allman) - ボーカル、オルガン、ギター (1969年-2014年) ※2017年死去
- ブッチ・トラックス (Butch Trucks) - ドラムス (1969年-2014年) ※2017年死去
- ジェイモー (Jai Johanny "Jaimoe" Johanson) - ドラムス (1969年-2014年)
- ウォーレン・ヘインズ (Warren Haynes) - ギター、ボーカル (1989年-1997年、2000年-2014年)
- デレク・トラックス (Derek Trucks) - ギター (1999年-2014年)
- オテイル・バーブリッジ (Oteil Burbridge) – ベース、ボーカル (1997年-2014年)
- マーク・キニョーネス (Marc Quiñones) - パーカッション、ドラムス (1991年-2014年)

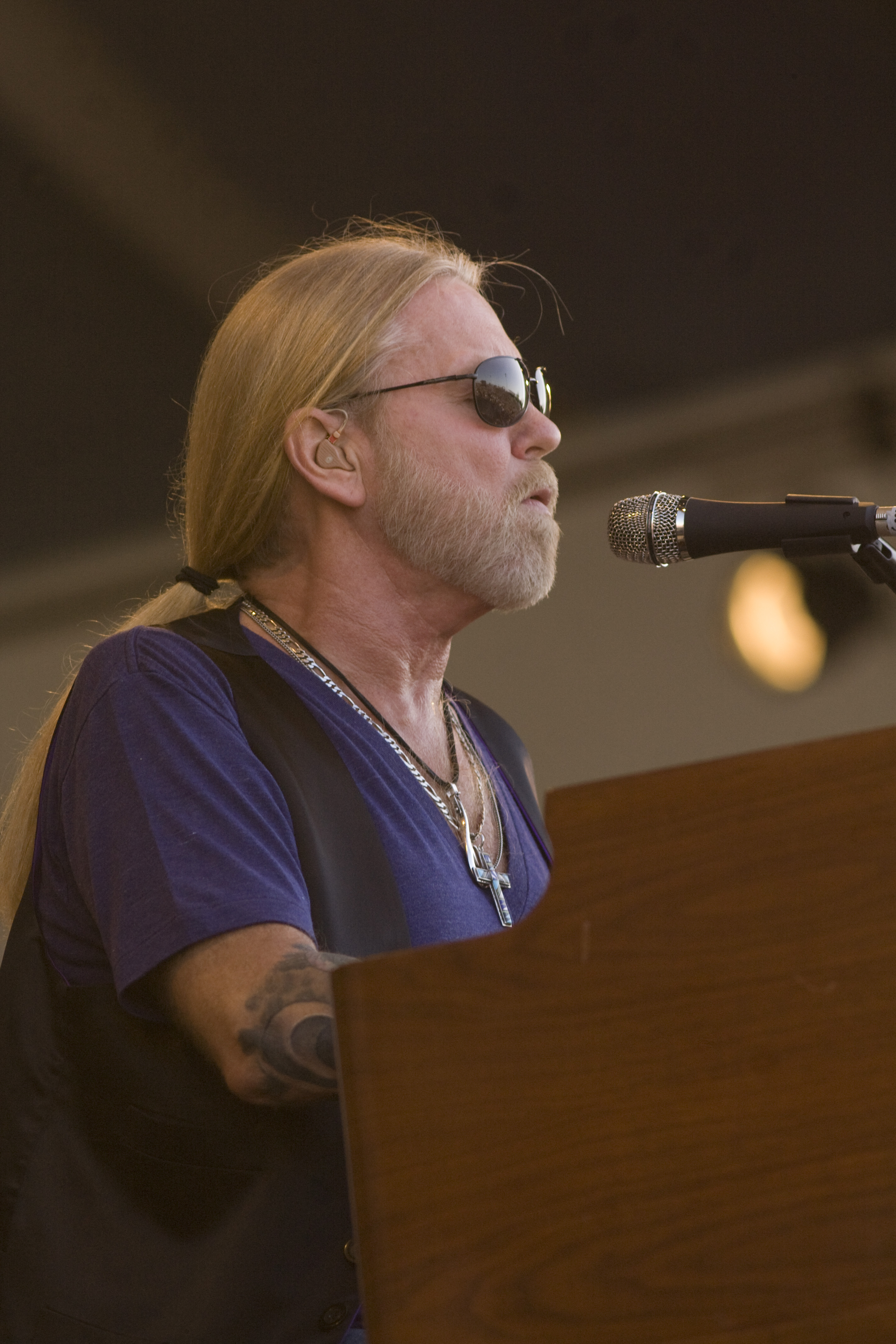
グレッグ・オールマン 2010年
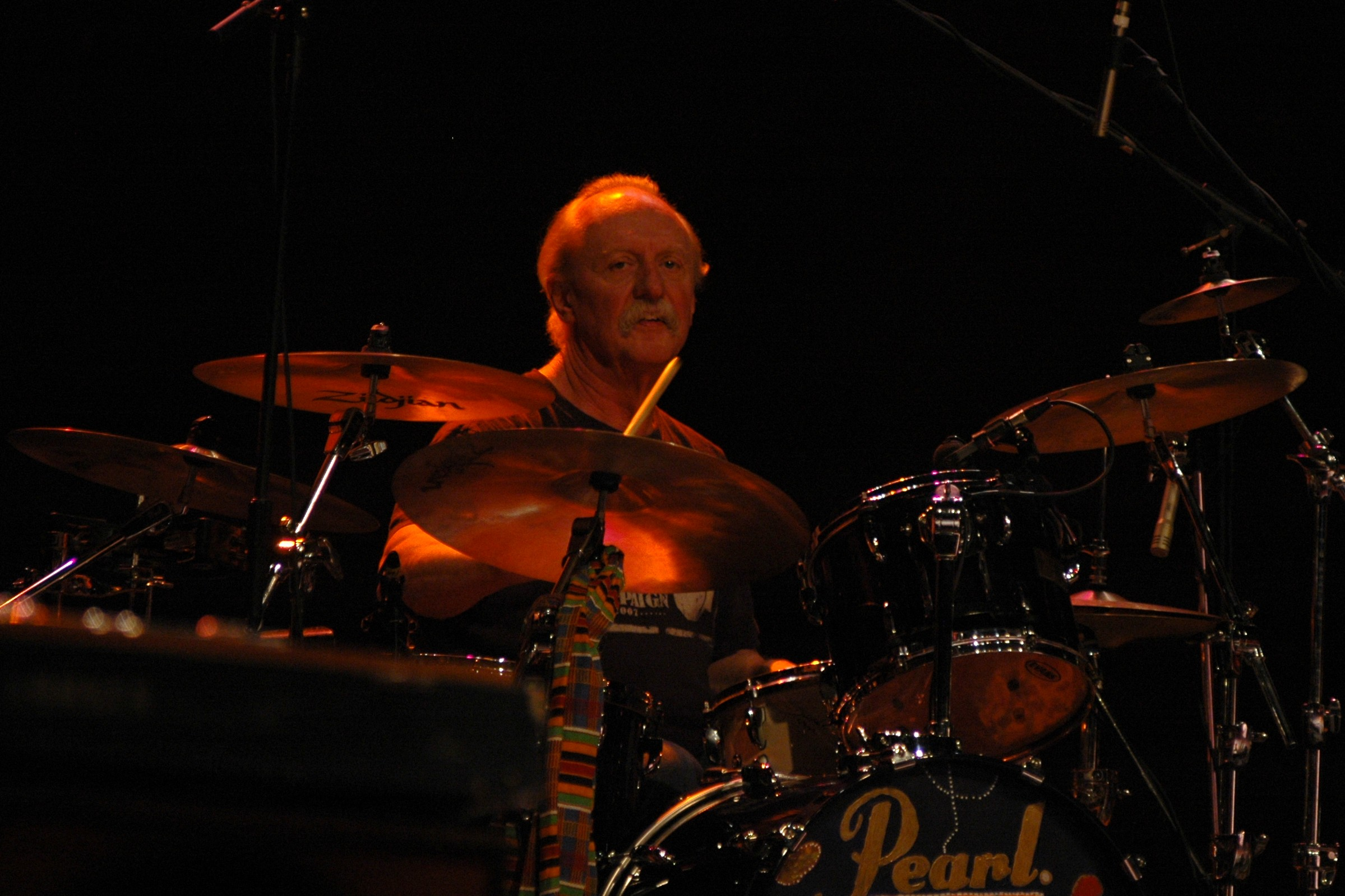
ブッチ・トラックス(Ds) 2007年
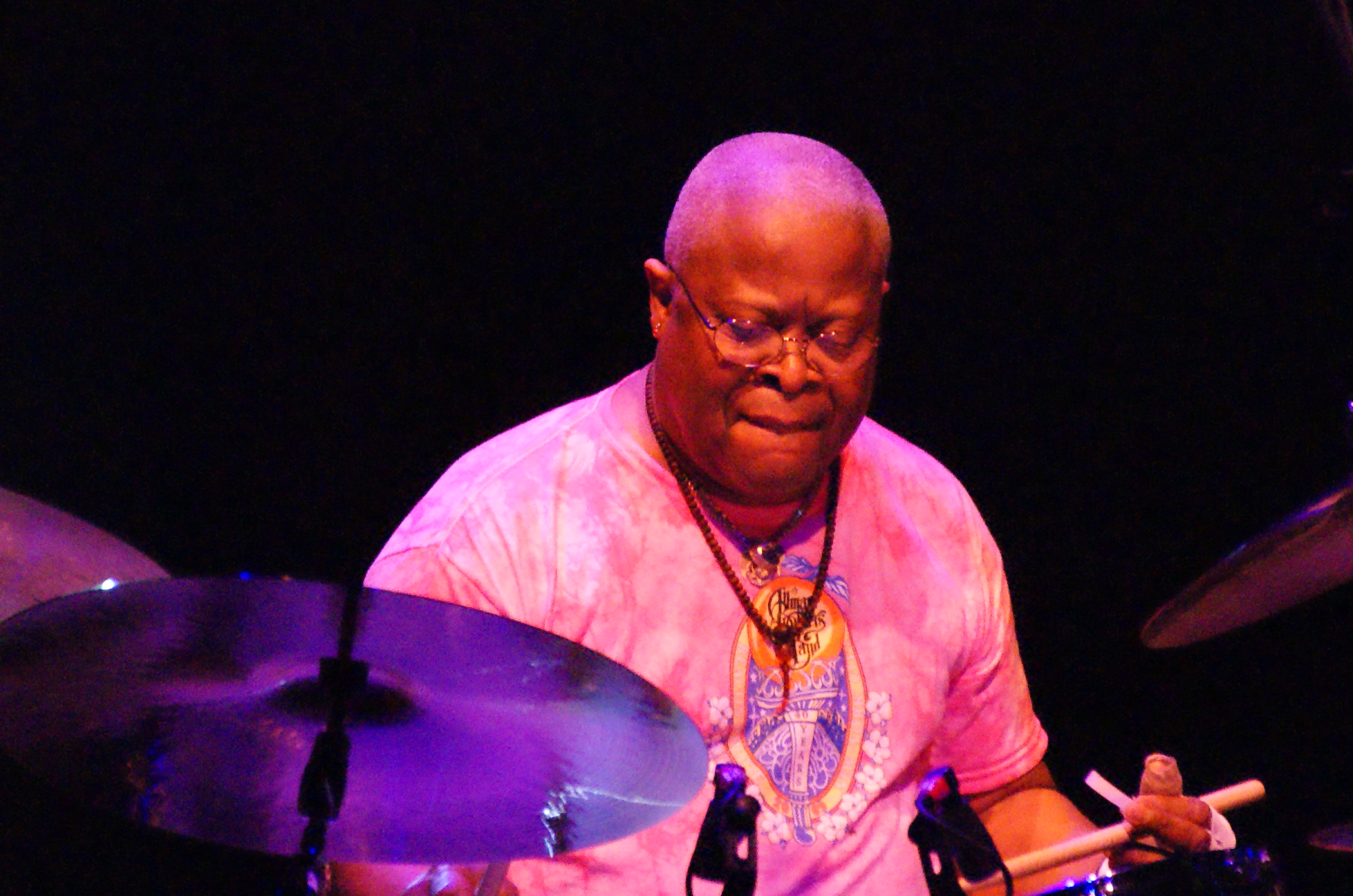
ジェイモー(Ds) 2009年
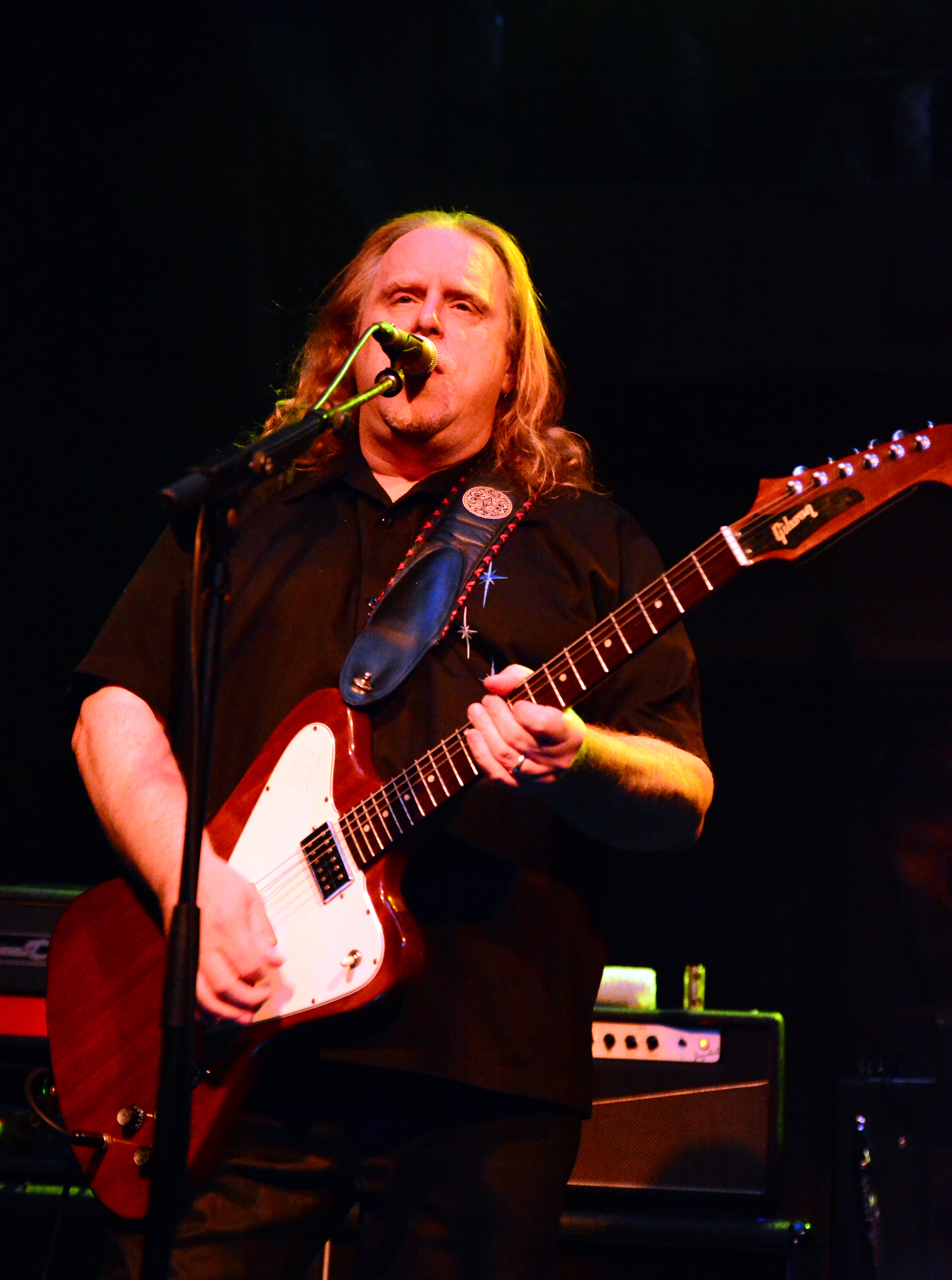
ウォーレン・ヘインズ(G) 2015年
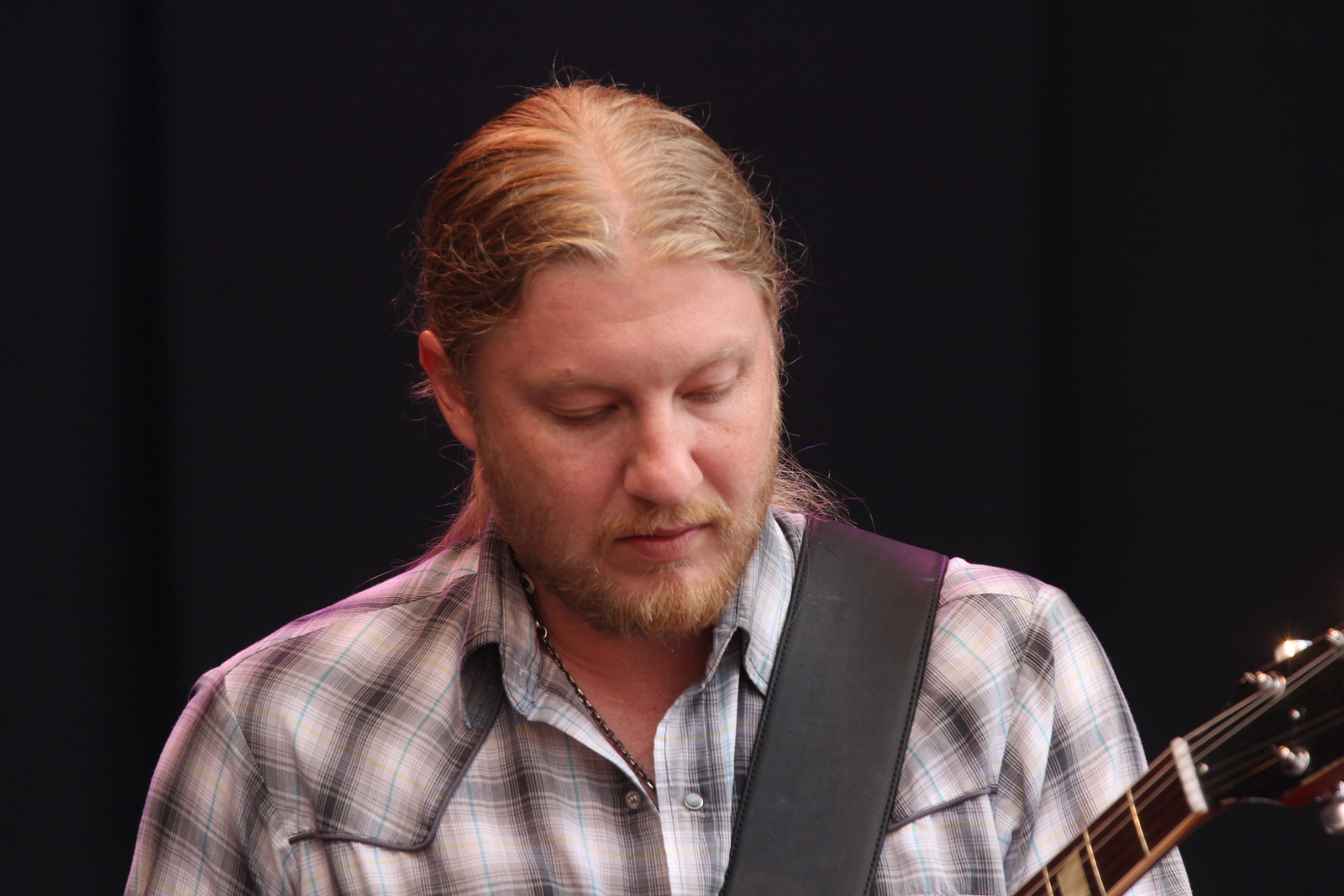
デレク・トラックス(G) 2013年
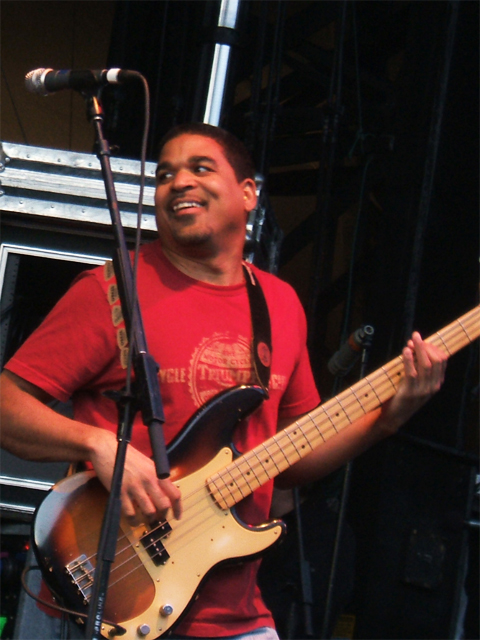
オテイル・バーブリッジ(B) 2009年
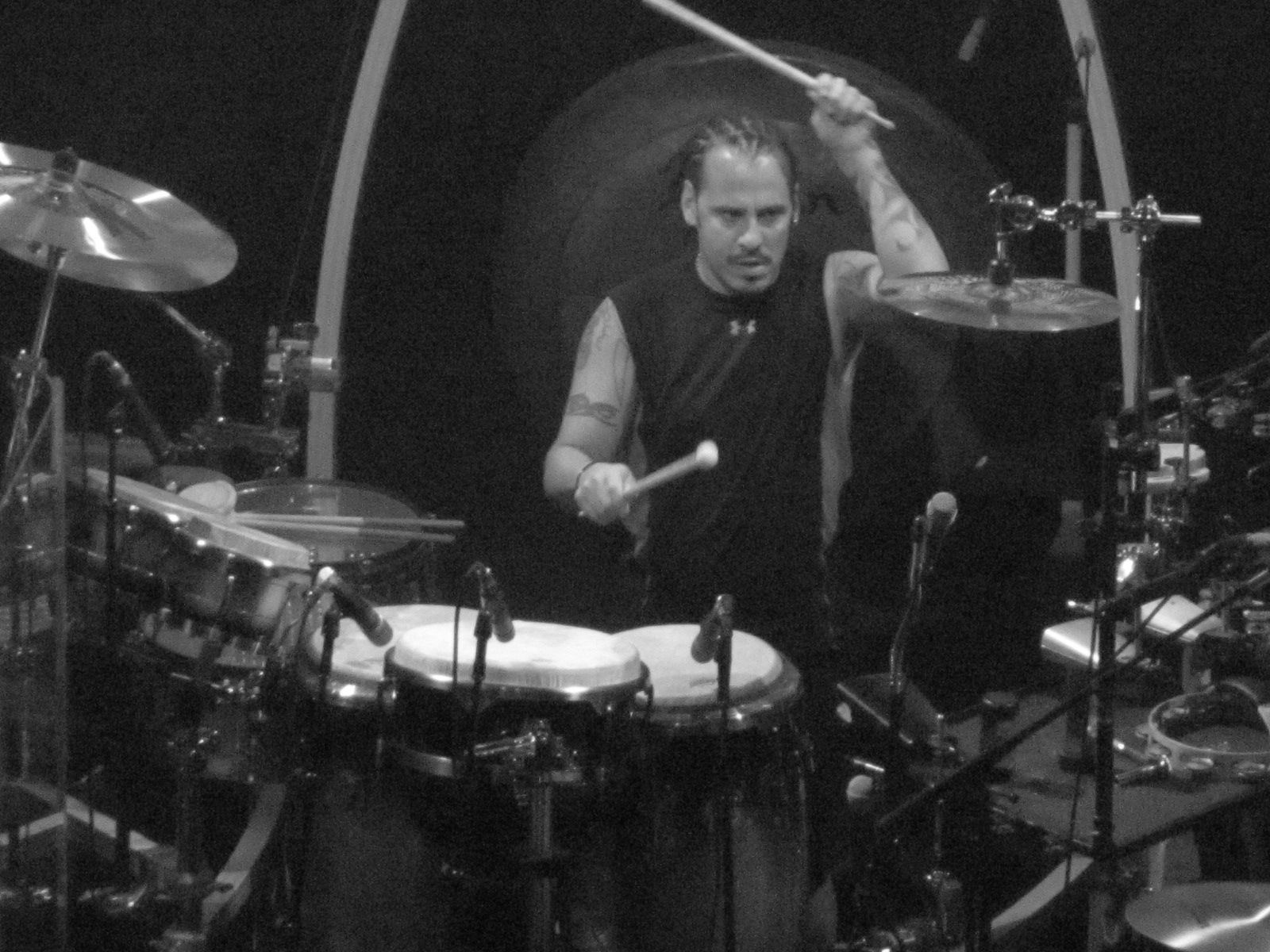
マーク・キニョーネス(Per) 2011年

### 旧メンバー
- デュアン・オールマン (Duane Allman) - ギター (1969年-1971年) ※1971年死去
- ディッキー・ベッツ (Dickey Betts) - ギター (1969年-2000年) ※2024年死去
- ベリー・オークリー (Berry Oakley) – ベース、ボーカル (1969年-1972年) ※1972年死去
- チャック・リーヴェル (Chuck Leavell) - キーボード (1972年-1976年、1986年)
- ラマー・ウィリアムズ (Lamar Williams) – ベース、ボーカル (1972年-1976年) ※1983年死去
- デヴィッド・ゴールドフライズ (David Goldflies) – ベース (1978年-1982年)
- ダン・トーラー (Dan Toler) - ギター (1978年-1986年) ※2013年死去
- マイク・ロウラー (Mike Lawler) – キーボード (1980年-1982年)
- フランキー・トーラー (David "Frankie" Toler) – ドラムス (1980年-1982年) ※2011年死去
- ジョニー・ニール (Johnny Neel) – キーボード、ハーモニカ (1989年-1990年)
- アレン・ウッディ (Allen Woody) – ベース、バック・ボーカル (1989年-1997年) ※2000年死去
- ジャック・ピアソン (Jack Pearson) - ギター (1997年-1999年)
- ジミー・ヘリング (Jimmy Herring) - ギター (2000年)

## ディスコグラフィ

### アルバム
- 『オールマン・ブラザーズ・バンド』 - The Allman Brothers Band (1969年、Capricorn)
- 『アイドルワイルド・サウス』 - Idlewild South (1970年、Capricorn)
- 『フィルモア・イースト・ライヴ』 - At Fillmore East (1971年、Capricorn)
- 『イート・ア・ピーチ』 - Eat A Peach (1972年、Capricorn)
- 『ブラザーズ&シスターズ』 - Brothers And Sisters (1973年、Capricorn)
- 『ウィン、ルーズ・オア・ドロウ』 - Win, Lose or Draw (1975年、Capricorn)
- 『熱風』 - Wipe The Windows, Check The Oil, Dollar Gas (1976年、Capricorn)
- 『いま、再び』 - Enlightened Rogues (1979年、Capricorn)
- 『リーチ・フォー・ザ・スカイ』 - Reach For The Sky (1980年、Arista)
- 『ブラザーズ・オブ・ザ・ロード』 - Brothers Of The Road (1981年、Arista)
- 『セヴン・ターンズ』 - Seven Turns (1990年、Epic)
- 『シェイズ・オブ・トゥ・ワールズ』 - Shades Of Two Worlds (1991年、Epic)
- 『アン・イヴニング・ウィズ・ジ・オールマン・ブラザーズ・バンド〜ファースト・セット』 - An Evening With The Allman Brothers Band: First Set (1992年、Epic)
- 『ホエア・イット・オール・ビギンズ』 - Where It All Begins (1994年、Epic)
- An Evening With The Allman Brothers Band: 2nd Set (1995年、Epic)
- 『ピーキン・アット・ザ・ビーコン』 - Peakin' at the Beacon (2000年、Epic/550 Music)
- 『ヒッティン・ザ・ノート』 - Hittin' the Note (2003年、Peach/Sanctuary)
- One Way Out (2004年、Peach/Sanctuary)